# Presidente de Montenegro
El Presidente de Montenegro es el jefe de Estado de la República de Montenegro. Su cargo está definido de acuerdo a los artículos 86 al 90 de la Constitución de Montenegro. En la actualidad, este cargo es ejercido por Jakov Milatović.

## Deberes
Según la Constitución de Montenegro, Artículo 95, el presidente de Montenegro:
1. Representa al país en el exterior;
2. Comandos sobre el Ejército sobre la base de las decisiones del Consejo de Defensa y Seguridad;
3. Proclama leyes por Ordenanza;
4. Convocatoria de las elecciones al Parlamento;
5. Propone al Parlamento: candidato a primer ministro, previa consulta con los representantes de los partidos políticos representados en el Parlamento;  presidente y jueces de la Corte Constitucional;  protector de los derechos humanos y las libertades;
6. Nombra y revoca a los embajadores y jefes de otras misiones diplomáticas en el extranjero, a propuesta del Gobierno y previo dictamen de la Comisión Parlamentaria encargada de las relaciones internacionales;
7. Acepta cartas de acreditación y revocación de los diplomáticos extranjeros;
8. Premios, medallas y honores de Montenegro;
9. Otorga amnistía;
10. Cumple las demás funciones que le señalen la Constitución o la ley.

### Promulgación de leyes
De acuerdo con la Constitución de Montenegro, Artículo 94, el presidente de Montenegro proclamará la ley dentro de los siete días a partir del día de la adopción de la ley, es decir, dentro de los tres días si la ley ha sido adoptada mediante un procedimiento rápido o devolver la ley al Parlamento para un nuevo proceso de toma de decisiones. El Presidente de Montenegro proclamará la ley readoptada.

### Desempeño
Según la Constitución de Montenegro, el artículo 99, en caso de cese del mandato del presidente de Montenegro, hasta la elección del nuevo presidente, así como en caso de impedimento temporal del presidente para desempeñar sus deberes, el presidente del Parlamento de Montenegro desempeñará este deber.

## Lista
En negrita, personas que ejercieron efectivamente el cargo. En cursiva, personas que ejercieron el cargo de forma temporal o subrogante.
| Nombre                                                          | Inicio                                              | Fin                                                 |
| Presidente de la República Socialista de Montenegro             | Presidente de la República Socialista de Montenegro | Presidente de la República Socialista de Montenegro |
| --------------------------------------------------------------- | --------------------------------------------------- | --------------------------------------------------- |
| Nikola Miljanić                                                 | 31 de enero de 1946                                 | 21 de noviembre de 1946                             |
| Presidente de la Asamblea Constitucional de la RS de Montenegro |                                                     |                                                     |
| Miloš Rašović                                                   | 21 de noviembre de 1946                             | 1 de enero de 1947                                  |
| Presidente de la Asamblea Popular de la RS de Montenegro        |                                                     |                                                     |
| Miloš Rašović                                                   | 1 de enero de 1947                                  | 6 de noviembre de 1950                              |
| Nikola Kovačević                                                | 6 de noviembre de 1950                              | 15 de diciembre de 1953                             |
| Blažo Jovanović                                                 | 15 de diciembre de 1953                             | 12 de julio de 1962                                 |
| Filip Bajković                                                  | 12 de julio de 1962                                 | 5 de mayo de 1963                                   |
| Andrija Mugoša                                                  | 5 de mayo de 1963                                   | 5 de mayo de 1967                                   |
| Veljko Milatović                                                | 5 de mayo de 1967                                   | 6 de octubre de 1969                                |
| Vidoje Žarković                                                 | 6 de octubre de 1969                                | 1 de abril de 1974                                  |
| Budislav Šoškić                                                 | 1 de abril de 1974                                  | 5 de abril de 1974                                  |
| Presidente de la República Socialista de Montenegro             |                                                     |                                                     |
| Veljko Milatović                                                | 5 de abril de 1974                                  | 7 de mayo de 1982                                   |
| Veselin Duranović                                               | 7 de mayo de 1982                                   | 7 de mayo de 1983                                   |
| Marko Orlandić                                                  | 7 de mayo de 1983                                   | 7 de mayo de 1984                                   |
| Miodrag Vlahović                                                | 7 de mayo de 1984                                   | 7 de mayo de 1985                                   |
| Branislav Šoškić                                                | 7 de mayo de 1985                                   | 6 de mayo de 1986                                   |
| Radivoje Brajović                                               | 6 de mayo de 1986                                   | 6 de mayo de 1988                                   |
| Božina Ivanović                                                 | 6 de mayo de 1988                                   | 13 de enero de 1989                                 |
| Slobodan Simović                                                | 13 de enero de 1989                                 | 17 de marzo de 1989                                 |
| Branko Kostić                                                   | 17 de marzo de 1989                                 | 23 de diciembre de 1990                             |
| Momir Bulatović                                                 | 23 de diciembre de 1990                             | 28 de abril de 1992                                 |
| Presidente de la República de Montenegro                        |                                                     |                                                     |
| Momir Bulatović                                                 | 28 de abril de 1992                                 | 15 de enero de 1998                                 |
| Milo Đukanović                                                  | 15 de enero de 1998                                 | 25 de noviembre de 2002                             |
| Filip Vujanović                                                 | 25 de noviembre de 2002                             | 19 de mayo de 2003                                  |
| Dragan Kujović                                                  | 19 de mayo de 2003                                  | 22 de mayo de 2003                                  |
| Filip Vujanović                                                 | 22 de mayo de 2003                                  | 3 de junio de 2006                                  |
| Presidente de la República de Montenegro                        |                                                     |                                                     |
| Filip Vujanović                                                 | 3 de junio de 2006                                  | 20 de mayo de 2018                                  |
| Milo Đukanović                                                  | 20 de mayo de 2018                                  | 20 de mayo de 2023                                  |
| Jakov Milatović                                                 | 20 de mayo de 2023                                  | Presente                                            |

1. 1 2 3 4  Como parte de la República Federal Socialista de Yugoslavia (1946-1992)
2. ↑  Como parte de la República Federal de Yugoslavia (1992-2002) y Serbia y Montenegro (2002-2006)
3. ↑  Como república independiente (desde 2006)